# Schloss Marzoll

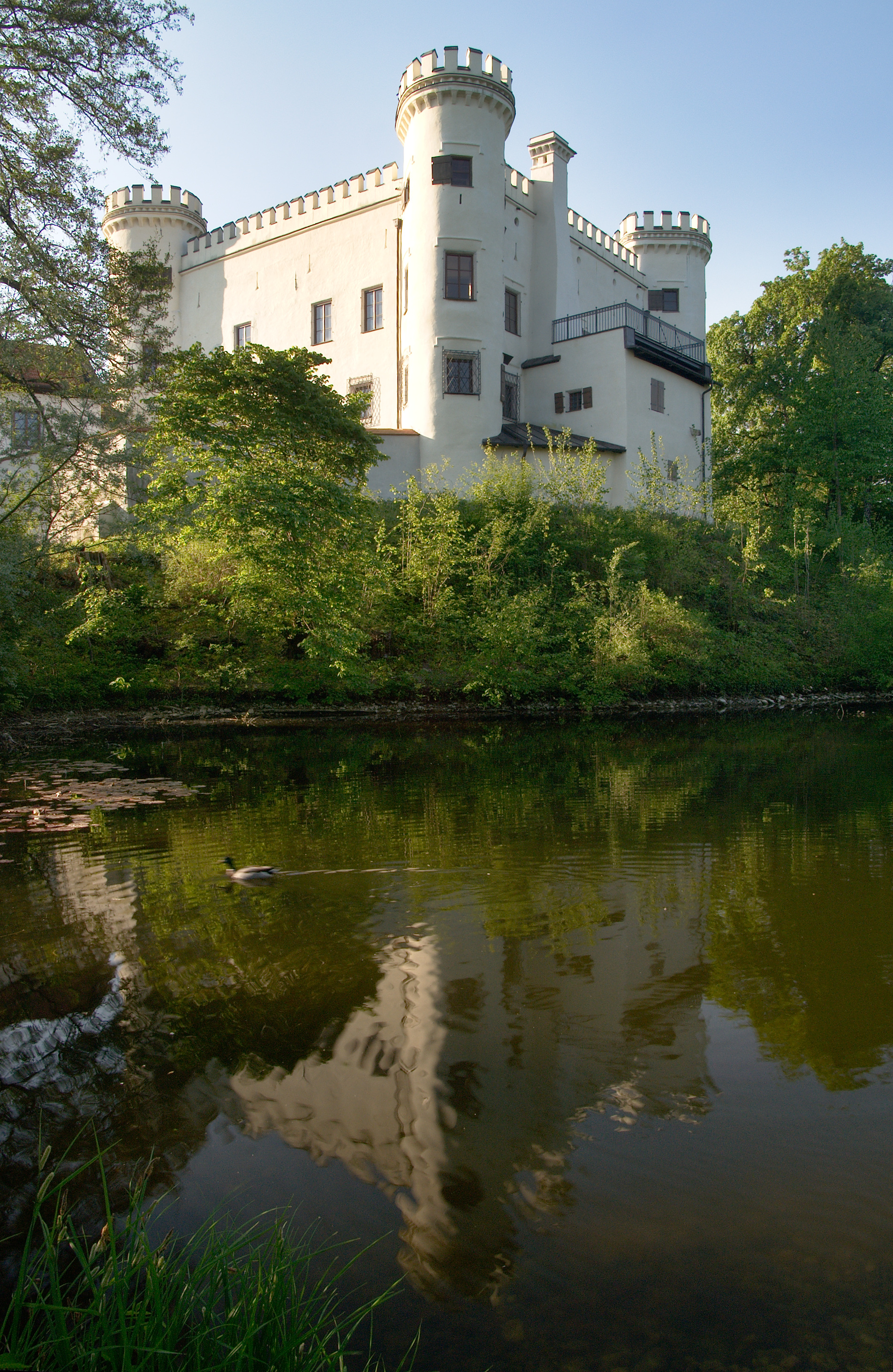
Schloss Marzoll

Das Schloss Marzoll ist ein denkmalgeschützter Renaissance-Palast im Bad Reichenhaller Stadtteil Marzoll. 

## Geschichte

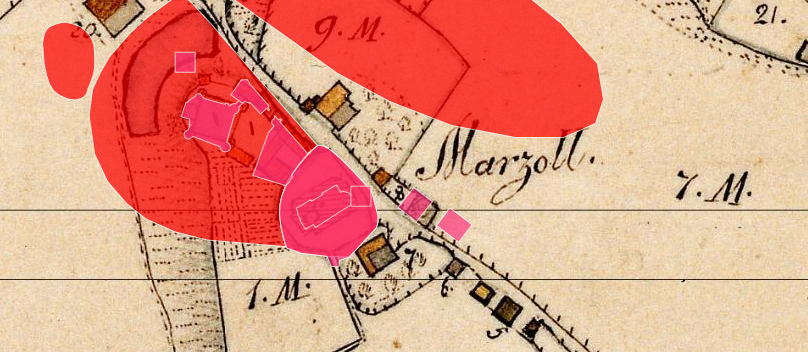
Lageplan von Schloss Marzoll auf dem Urkataster von Bayern

Schloss Marzoll war ursprünglich wohl nur zweigeschossig. Es wurde von 1527 bis 1536 von der Reichenhaller Patrizierfamilie Fröschl umgebaut und aufgestockt und zu einem Renaissance-Palast umgestaltet. Durch den Besitz von Salzsiede-Anlagen in Reichenhall waren die Fröschl zu ihrem enormen Vermögen gekommen. Der Familiensitz wurde im damals neuen, aus Italien kommenden Baustil der Renaissance ausgeführt. Die Anlage in Form eines kubischen Baukörpers mit vier runden Ecktürmen war die erste ihrer Art in Bayern. Im Lauf des 16. Jahrhunderts dürfte der Torbau und die Ringmauer hinzugekommen sein. Unter den Schlossherren 1605–1798 die Freiherren Lasser von Lasseregg aus Salzburg wurden 1708 weitere Nebengebäude errichtet und um 1750 die Räume des zweiten Obergeschosses mit Stuckaturen repräsentativ ausgestattet. Die Stuckarbeiten stammen von Benedikt Zöpf, der in dieser Zeit auch die Kirche St. Valentin neben dem Schloss im Rokokostil ausschmückte. (Zöpf hat mehrere sakrale Innenräume in Salzburg stuckiert, darunter auch die Stiftskirche St. Peter). Ab 1798 folgten die Freiherrn von Laßberg zu Marzoll als Besitzer auf dem Erbwege. 1833 wurde Marzoll schließlich aufgrund hoher Verschuldung versteigert und kam an den Freiherrn von Aretin. Dieser gab den Besitz im Kaufwege schließlich an Erasmus Freiherrn von Malsen weiter. Erasmus war Präsident des königl. Bayerischen Parlamentes in München und seine Frau Therese geb. Freiin von Ruffin, Hofdame bei der Königin. Er ließ das Äußere des Schlosses ab 1837 umgestalten. Dabei wurden die Renaissance-Kuppeln (welsche Hauben) der vier Ecktürme abgetragen und durch Zinnen im Stil der Neugotik ersetzt. Auf die Außenwände des Hauptgebäudes wurde ein Zinnenkranz aufgemauert. (Vergleiche Schloss Hohenschwangau und Schloss Possenhofen)
Von 1951 bis 1991 bewohnten die Freiherrn von Ritter zu Groenesteyn, Nachfahren der Marzoller Linie der Freiherrn von Malsen das Schloss, bevor es in den Besitz der Stadt Bad Reichenhall überging.
Seither wurden das Äußere renoviert und die Innenräume gesichert. Der Schlosshof ist tagsüber geöffnet, die Innenräume sind nur im Rahmen einer Führung zugänglich.
Im Jahre 2007 wurde das Schloss an zwei Investoren, Nico Forster und Alfons Aigner, verkauft, die planten, ein Art-déco-Hotel sowie eine Privatwohnung im Schloss einzurichten. Nico Forster übernahm schließlich alle Anteile. Nach dem Tod Forsters im Februar 2010 fiel das Schloss an seine damals minderjährigen Erben und die geplanten Arbeiten wurden nicht fortgesetzt (Stand 2019).

## Denkmalschutz
Das Schloss Marzoll ist in die Denkmalliste als Bau- und Bodendenkmal, „Untertägige mittelalterliche und frühneuzeitliche Befunde im Bereich von Schloss Marzoll und seiner Vorgängerbauten mit zugehörigen Gartenanlagen“, eingetragen.

## Sonstiges
Schloss Marzoll ist eine Station auf dem Reichenhaller Burgenweg. Dieser knapp 30 km lange Rundwanderweg führt zu 17 Burgen, Schlössern und Befestigungsanlagen in Bad Reichenhall und den umliegenden Gemeinden.